# FC Antibes
FC Antibes Juan-les-Pins is een Franse voetbalclub uit Antibes aan de Côte d'Azur, Juan-les-Pins is een deelgemeente van Antibes.
De club werd in 1912 opgericht als Olympique Antibes en speelde onder deze naam tot 1933 toen de club FC Antibes werd. In 1940 werd opnieuw van naam veranderd en werd het Olympique d'Antibes Juan-les-Pins. In 1966 nam de club de huidige naam aan na een fusie met Espérance d'Antibes en US Antiboise.
De clubkleuren zijn blauw-wit en Antibes speelt in het Stade du Fort Carré dat 4000 plaatsen heeft.
FC Antibes was een van de 20 stichtende leden van de huidige Franse competitie in 1933 en speelde tot 1940 in de eerste klasse.